# Михайловка (Иссык-Кульская область)
Михайловка (кирг. Михайловка) — село в Тюпском районе Иссык-Кульской области Кыргызстана. Административный центр Михайловского аильного округа. Код СОАТЕ — 41702 225 841 01 0.

## Население
По данным переписи 2022 года, в селе проживало 3 732 человек.

## Известные уроженцы, жители
В селе родился и работал председателем колхоза «Победа» Зиновий Васильевич Черкащенко, депутат Верховного Совета Киргизской ССР 12-го созыва (1990—1995).